# Ana Brun
Ana Patricia Abente Brun és una actriu i advocada paraguaiana que va fer el seu debut en la pantalla gran amb la pel·lícula de Marcelo Martinessi, Las herederas, paper que li va fer guanyar l'Os de Plata com a Millor Actriu al 68è Festival Internacional de Cinema de Berlín.

## Filmografia
| Any  | Títol             | Personatge | Notes                           |
| ---- | ----------------- | ---------- | ------------------------------- |
| 2018 | Las herederas     | Chela      | Os de Plata com a Millor Actriu |
| 2021 | Matar a la bestia | Tía Inés   |                                 |

## Premios i nominacions
| Any  | Premi                                      | Categoria                          | Treball nominat | Resultat   | Ref.  |
| ---- | ------------------------------------------ | ---------------------------------- | --------------- | ---------- | ----- |
| 2018 | Festival Internacional de Cinema de Berlín | Millor Actriu                      | Las herederas   | Guanyadora | [ 3 ] |
| 2018 | Festival de Gramado                        | Millor Actriu - Categoria Llatina  | Las herederas   | Guanyadora |       |
| 2018 | Festival de Cinema de Lima                 | Millor Actriu                      | Las herederas   | Guanyadora |       |
| 2019 | VI edició dels Premis Platino              | Millor Actriu                      | Las herederas   | Guanyadora | [ 4 ] |
| 2019 | CINHOMO                                    | Menció especial a la Millor actriu | Las herederas   | Guanyadora | [ 5 ] |